# Thermomyces lanuginosus
Thermomyces lanuginosus är en svampart som beskrevs av Tsikl. 1899. Thermomyces lanuginosus ingår i släktet Thermomyces, ordningen Eurotiales, klassen Eurotiomycetes, divisionen sporsäcksvampar och riket svampar.   Inga underarter finns listade i Catalogue of Life.